# 田原本藩
田原本藩（たわらもとはん）は、大和国十市郡田原本（現在の奈良県磯城郡田原本町田原本）の田原本陣屋に藩庁を置いた藩。ただし、正式に藩（大名の所領）であったのは明治維新期のごく短期間であり、江戸時代を通じては交代寄合（参勤交代を行う格式の旗本）平野家の知行地であった。平野氏は鎌倉幕府の執権北条氏の庶流の子孫という。

## 概要
田原本藩の藩主家は平野氏である。ただし、藩としての成立は慶応4年（1868年）7月14日、新政府の計らいによって1万石の大名となってからであり、いわば「維新立藩」によるものであった。平野氏の祖である長泰は豊臣秀吉に仕え、天正11年（1583年）の賤ヶ岳の戦いで戦功を挙げて「賤ヶ岳の七本槍」の一人となり、大和国内に5000石の知行を与えられた。その後、長泰の表立った活躍はあまり見られないが、領内においては支配体制を固め、善政を敷き、特に領内における寺内町は「大和の大坂」と呼ばれ、大いなる賑わいを見せたという。
長泰の死後、跡を継いだ長勝は、陣屋の構築などに尽力している。しかし小領主のため次第に財政が悪化して、江戸時代中期以降は領民に御用金を課すことも少なくなかった。平野氏は9代にわたったが、実際に正式な藩主だった期間は石高が1万石となって大名になっていた長裕のわずか3年間だけであった。

## 歴代領主
平野家
交代寄合表御礼衆 5000石→1万石
1. 平野長泰（ながやす）
2. 平野長勝（ながかつ）
3. 平野長政（ながまさ）
4. 平野長英（ながふさ）
5. 平野長暁（ながあき）
6. 平野長里（ながさと）
7. 平野長純（ながずみ）
8. 平野長興（ながおき）
9. 平野長発（ながゆき）
10. 藩主 平野長裕（ながひろ）

## 幕末の領地
- 大和国
  - 十市郡のうち - 11村

| 先代 （大和国） | 行政区の変遷 1868年 - 1871年 （田原本藩→田原本県） | 次代 奈良県（第1次） |